# Burg Fluorn
Die Burg Fluorn ist eine abgegangene Höhenburg bei Fluorn-Winzeln auf einem kleinen nach Osten gerichteten Sporn über dem Heimbachtal im Landkreis Rottweil in Baden-Württemberg.
Das heutige Pfarrhaus steht auf dem Platz der Burg (vermutlich ein größeres Steinhaus), die Grundmauern und der Keller des Pfarrhauses dürften noch auf diese Burg zurückgehen. Pfarrhaus und Kirche sind durch einen heute begehbaren Graben getrennt – um beide herum, zog sich ehemals eine hohe Ringmauer. Auf der Burg saß der frühere Ortsadel, die Herren von Fluorn. Diese wurden bereits 1099 bei der Weihe der Alpirsbacher Klosterkirche als wichtige Zeugen genannt. Da das Dorf Fluorn ehemals zur Herrschaft Sulz gehörte, war der Ortsadel vermutlich Dienstmannen der Grafen von Sulz und später derer von Geroldseck. Archäologische Keramikfunde gehen bis auf das 11. Jahrhundert zurück, unweit der Kirche wurden zudem in den 1830er Jahren, merowingerzeitliche Gräber gefunden, diese Funde sind seit dem Zweiten Weltkrieg verloren.